# 沃尔斯滕霍尔姆定理
在數論上，沃尔斯滕霍尔姆定理說明，對於大於或等於5的質數，有
- {\displaystyle {2p-1 \choose p-1}\equiv 1{\pmod {p^{3}}}}
- {\displaystyle {ap \choose bp}\equiv {a \choose b}{\pmod {p^{3}}}}
- {\displaystyle (p-1)!\left(1+{1 \over 2}+{1 \over 3}+...+{1 \over p-1}\right)\equiv 0{\pmod {p^{2}}}}
- {\displaystyle (p-1)!^{2}\left(1+{1 \over 2^{2}}+{1 \over 3^{2}}+...+{1 \over (p-1)^{2}}\right)\equiv 0{\pmod {p}}}

以上四個等式是等價的。
只有少數質數符合{\displaystyle {2p-1 \choose p-1}\equiv 1\,{\bmod {\,}}p^{4}}，現時已知有兩個這樣的質數，16843 及 2124679 （OEIS:A088164）。這類質數稱為沃尔斯滕霍尔姆素数，下一個這樣的質數如果存在，它大於109。
這定理是19世紀英國數學家約瑟夫·沃爾斯滕霍爾姆提出的。值得一提的是沃爾斯滕霍爾姆是吳爾芙的父親的朋友，也是吳爾芙小說《燈塔行》中奧古斯圖斯·卡麥可的原形。